# Tour de Okinawa
O Tour de Okinawa (em japonês: ツール・ド・おきなわ) é uma carreira ciclista profissional por etapas que se disputa na ilha de Okinawa (Japão), em meados do mês de novembro.
Começou-se a disputar em 1989 ainda que até à edição de 1999 não começou a ser profissional, primeiro catalogada de categoria 1.5 até à criação dos Circuitos Continentais UCI em 2005 que começou a fazer parte do UCI Asia Tour, dentro a categoria 1.2 (última categoria do profissionalismo) sempre se disputando como carreira de uma única etapa. A partir de 2008 converteu-se em carreira de duas etapas em dois dias re-catalogando-se para isso em categoria 2.2 (igualmente última categoria do profissionalismo). Assim mesmo, nesse ano 2008 criou-se uma edição feminina de um dia amador, que se disputa o msimo dia que a primeira etapa masculina, cujas duas primeiras edições tiveram 85 km para passar posteriormente a 100 km de comprimento. Em 2012 a masculina voltou ao formato de um dia voltando à categoria 1.2.
Disputa-se num circuito cuja quilômetragem varia dependendo do circuito e as voltas.

## Palmarés

### Masculino
Em amarelo: edição amador.
| Ano                   | Vencedor           | Segundo               | Terceiro             |
| --------------------- | ------------------ | --------------------- | -------------------- |
| edições amador        |                    |                       |                      |
| 1989                  | Kazuo Oishi        |                       |                      |
| 1990                  | Kyōshi Miura       |                       |                      |
| 1991                  | Takahiro Yamada    |                       |                      |
| 1992                  | Gianluca Tarocco   |                       |                      |
| 1993                  | Takahiro Yamada    |                       |                      |
| 1994                  | Tomokazu Fujino    |                       |                      |
| 1995                  | Wong Kam-po        |                       |                      |
| 1996                  | Ken Hashikawa      | Daisuke Imanaka       | Stephan Gottschling  |
| 1997                  | Tomokazu Fujino    |                       |                      |
| 1998                  | Wong Kam-po        | Tomokazu Fujino       | Kazuyuki Manabe      |
| edições profissionais |                    |                       |                      |
| 1999                  | Mark Walters       | Yasuhiro Yamamoto     | Shinichi Fukushima   |
| 2000                  | Wong Kam-po        | Kazuyuki Manabe       | Masamichi Yamamoto   |
| 2001                  | Makoto Iijima      | Guillem Muñoz Cubeles | Shinri Suzuki        |
| 2002                  | Paul Redenbach     | Satoshi Hirose        | Yasutaka Tashiro     |
| 2003                  | Kazuya Okazaki     | Guillem Muñoz Cubeles | Mark McCormack       |
| 2004                  | Wong Kam-po        | Shinichi Fukushima    | Jacob Erker          |
| 2005                  | Yasutaka Tashiro   | Kazuo Inoue           | Dawid Krupa          |
| 2006                  | Takashi Miyazawa   | Kazuhiro Mori         | Yukiya Arashiro      |
| 2007                  | Takashi Miyazawa   | Kazuhiro Mori         | Yukiya Arashiro      |
| 2008                  | Yukiya Arashiro    | Miyataka Shimizu      | Mitsuhiro Matsumura  |
| 2009                  | Kenji Itami        | Takayuki Abe          | Shinichi Fukushima   |
| 2010                  | Shinichi Fukushima | Kenji Itami           | Junya Sano           |
| 2011                  | Kazuhiro Mori      | Taiji Nishitani       | Junya Sano           |
| 2012                  | Thomas Palmer      | Yusuke Hatanaka       | Yasuharu Nakajima    |
| 2013                  | Sho Hatsuyama      | José Toribio Alcolea  | Cheung King Wai      |
| 2014                  | Nariyuki Masuda    | José Toribio Alcolea  | Shōtarō Iribe        |
| 2015                  | Jason Christie     | Shōtarō Iribe         | Benjamín Prades      |
| 2016                  | Nariyuki Masuda    | Jai Crawford          | Kōhei Uchima         |
| 2017                  | Junya Sano         | Koos Jeroen Kers      | Yusuke Hatanaka      |
| 2018                  | Alan Marangoni     | Freddy Ovett          | Feng Chun-kai        |
| 2019                  | Nariyuki Masuda    | Kōhei Uchima          | Benjamín Prades      |
| 2022                  | Benjamín Prades    | Genki Yamamoto        | José Toribio Alcolea |

### Feminino
| Ano            | Ganhadora          | Segunda            | Terça              |
| -------------- | ------------------ | ------------------ | ------------------ |
| edições amador |                    |                    |                    |
| 2008           | Hsiao Chia Tseng   | Seon Ha Yoo        | Wan Yiu Jamie Wong |
| 2009           | Wan Yiu Jamie Wong | Mayuko Hagiwara    | Sun Ae Choe        |
| 2010           | Carmen Small       | Chisako Harigai    | Nami Takahashi     |
| 2011           | Ho Hsiung Huang    | Mei Yu Hsiao       | Tsugumi Kimura     |
| 2012           | Eri Yonamine       | Wan Yiu Jamie Wong | Mayuko Hagiwara    |
| 2013           | Dongyan Huang      | Hiromi Kaneko      | Ting Ying Huang    |
| 2014           | Hiromi Kaneko      | Chisako Harigai    | Hiromi Ohori       |
| 2015           | Ting Ying Huang    | Qian Yu Yang       | Hiromi Kaneko      |
| 2016           | Ting Ying Huang    | Ellen Van Dijk     | Hiromi Kaneko      |
| 2017           | Ellen van Dijk     | Eri Yonamine       | Ayako Nakai        |

## Palmarés por países
| País          | Vitórias |
| ------------- | -------- |
| Japão         | 21       |
| Hong Kong     | 4        |
| Austrália     | 2        |
| Itália        | 2        |
| Canadá        | 1        |
| Nova Zelândia | 1        |

| País           | Vitórias |
| -------------- | -------- |
| Taipé Chinesa  | 4        |
| Japão          | 2        |
| Hong Kong      | 1        |
| Estados Unidos | 1        |
| China          | 1        |
| Países Baixos  | 1        |